# Список умерших в 1271 году
В этой статье представлен список известных людей, умерших в 1271 году.
См. также: Категория:Умершие в 1271 году

## Январь
- 3 января или 4 января — Уолтер де Вайль[англ.] — епископ Солсбери (1263—1271)
- 12 января — Оттон II — граф Гельдерна, граф Цютфена (1229—1271)
- 18 января — Маргарита Венгерская (28) — дочь венгерского короля Белы IV, святая римско-католической церкви.
- 28 января — Изабелла Арагонская — жена короля Франции Филиппа III Смелого, умерла после полученной травмы и неудачных родов, возвращаясь из восьмого крестового похода

## Февраль
- 8 февраля — Савва II Сербский — архиепископ Сербии (1263—1271), святой Сербской православной церкви
- 9 февраля — Беатрис фон Андекс-Мерания[нем.] — жена графа Веймар-Орламюнде Германа II

## Март
- 13 марта — Генрих Алеманский (35) — английский дворянин, сын и наследник Ричарда Корнуоллского, убит своими кузенами Ги и Симоном де Монфорами. Упомянут в «Божественной комедии» Данте.
- 14 марта — Елена Ангелина Дукаина — жена короля Сицилии Манфреда

## Апрель
- 10 апреля — Иштван Постум — посмертный сын венгерского короля Андраша II, герцог Славонии (1270—1271), отец Андраша III.
- 17 апреля — Изабелла Французская (30) — жена короля Наварры Тибо V Шампанского.
- 24 апреля — Мастер Герхард — архитектор Кёльнского собора.
- Жан де Сюлли[фр.] — архиепископ Буржа (1260—1271)

## Май
- 3 мая — Поппо III фон Тримберг[нем.] — епископ Вюрцбурга (1267—1271).
- 4 мая — Фулк Бассет[англ.] — архиепископ Дублина (1256—1271)
- 9 мая — Вартислав II Гданьский — князь Гданьский (1266—1270).
- 15 мая — Бушар V де Вандом — граф Вандома (1249—1271).

## Июнь
- 25 июня — Анна Глогувская[англ.] — жена герцога Верхней Баварии и пфальцграфа Рейнского Людвига II Строгого

## Июль
- 12 июля — Маргарита Французская — дочь французского короля Людовика IX, жена герцога Брабанта Генриха IV.
- 28 июля — Уолтер де Бург — барон Коннахт (1248—1271), Граф Ольстер (1264—1271)
- Арнальдо де Перальта[англ.] — епископ Валенсии (1243—1248), епископ Сарагосы (1248—1271)

## Август
- 17 августа — Рис Вихан ап Рис Мечилл — Лорд Диневура (1244—1271)
- 21 августа — Альфонс де Пуатье (50) — граф Пуатье (1241—1271), последний граф Тулузы, маркиз Прованса и герцог Нарбонны (1249—1271), умер, возвращаясь из восьмого крестового похода.
- 25 августа — Жанна Тулузская — жена Альфонса де Пуатье, умерла, возвращаясь из восьмого крестового похода

## Сентябрь
- 16 сентября — Ярослав Ярославич, первый князь тверской (1247 или 1252—1271), возможно, князь переяславский (1247—1252), князь Ладоги (1254), князь псковский (1254—1255), князь новгородский (1255—1267), князь владимирский (1263 или 1264—1271) и великий князь киевский (1263—1271).
- 24 сентября — Конрад I — граф Фрайбурга (1236/37–1271)
- Готфрид I[нем.] — ландграф Клетгау (1239—1271), граф Кибург (1264—1271)

## Октябрь
- 4 октября — Жеро из Фраше (66), французский хронист и агиограф, монах-доминиканец.
- 19 октября (или 29 октября) — Филипп Бассет — главный юстициарий Англии (1261—1263).
- 24 октября — Елизавета Венгерская[англ.] — жена Генриха XIII Баварского.

## Декабрь
- 9 декабря — Мария Михайловна, княжна черниговская и княгиня ростовская.

## Дата неизвестна или требует уточнения
- Али II[англ.] — правитель Табаристана из династии Баванди (1271)
- Аль-Мансур аль-Хасан[англ.] — зейдитский имам Йемена (1262—1271)
- Борак-хан — правитель Чагатайског улуса (1265—1271)
- Вардан Аревелци — армянский историк, географ, философ, языковед, переводчик и педагог.
- Василий Александрович — князь Новгородский (1252—1255, 1256—1257)
- Вильгельм Пералдус — французский писатель и проповедник
- Гамелин[англ.] — епископ Сент-Андруса (1255—1271).
- Генрих IV, граф Ольденбург-Вильдесхаузен (с 1233).
- Гульермо Стендардо[итал.] — итальянский кондотьер, маршал и адмирал Сицилии (1265—1271).
- Жанна де Шини, графиня Шини (с 1226).
- Иоанн Пеннский — святой римско-католической церкви[1].
- Киракос Гандзакеци — армянский историк
- Константин Палеолог — византийский военачальник.
- Мхитар Скевраци — армянский писатель, богослов, церковный деятель.
- Маредид ап Рис Григ — Лорд Дрислуина (1234—1271)
- Мухаммед[англ.] — правитель Табаристана из династии Баванди (1249—1271).
- Рейнмар фон Бренненберг, рыцарь Бреннберга, миннезингер и министер при епископе в Регенсбурге.
- Ричард де Грей[англ.] — лорд-хранитель пяти портов (1258)
- Роберт II де Невилл — лорд Мидлхэма (?—1271)
- Симон де Монфор Младший — сын Симона де Монфор, 6-й графа Лестер, убийца Генриха Алеманского.
- Хаджи Бекташ — суфий из Хорасана, эпоним суфийского братства Бекташи.
- Энрико да Суза[итал.] — итальянский юрист, кардинал Остии (1261—1271)
- Януш из Тарнова[англ.] — архиепископ Гнезно (1258—1271)